# Steinbach am Ziehberg
Steinbach am Ziehberg ist eine Gemeinde in Oberösterreich im Bezirk Kirchdorf im Traunviertel mit 881 Einwohnern (Stand 1. Jänner 2024).

## Geografie
Steinbach am Ziehberg liegt auf 547 m Höhe im Traunviertel im Tal des Steinbaches, der von Ost nach West das Gemeindegebiet durchfließt und in Pettenbach in die Alm mündet. Die Ausdehnung beträgt von Nord nach Süd 8,7 km und von West nach Ost 6,7 km. Die Gesamtfläche beträgt 34,8 Quadratkilometer. Mehr als zwei Drittel der Fläche sind bewaldet und rund ein Viertel werden landwirtschaftlich genutzt. Die Bevölkerungsdichte liegt mit 24 Einwohnern pro Quadratkilometer unter dem Bezirksschnitt; 29,1 Prozent des Gemeindegebiets ist Dauersiedlungsraum.

### Gemeindegliederung
Katastralgemeinden sind:
- Oberdürndorf
- Oberinzersdorf

Die Gemeinde gehört zum Gerichtsbezirk Kirchdorf an der Krems.

### Nachbargemeinden
Steinbach grenzt an die Gemeinden Inzersdorf im Kremstal, Micheldorf in Oberösterreich und Pettenbach im Bezirk Kirchdorf sowie an Grünau im Almtal und Scharnstein im Bezirk Gmunden.
|                  | Pettenbach                                  | Inzersdorf im Kremstal       |
| Scharnstein (GM) | Kompassrose, die auf Nachbargemeinden zeigt | Micheldorf in Oberösterreich |
|                  | Grünau im Almtal (GM)                       |                              |

## Geschichte
Ursprünglich im Ostteil des Herzogtums Bayern liegend, gehörte der Ort seit dem 12. Jahrhundert zum Herzogtum Österreich. Seit 1490 wird er dem Fürstentum Österreich ob der Enns zugerechnet. Während der Napoleonischen Kriege war der Ort mehrmals besetzt.
Seit 1918 gehört der Ort zum Bundesland Oberösterreich. Nach dem Anschluss Österreichs an das Deutsche Reich am 13. März 1938 gehörte der Ort zum Gau Oberdonau, 1945 erfolgte die Wiederherstellung Oberösterreichs.

### Einwohnerentwicklung
Im Jahr 1991 hatte die Gemeinde laut Volkszählung 834 Einwohner, und 853 Einwohner im Jahr 2001. Durch eine negative Wanderungsbilanz nahm die Bevölkerungszahl bis 2011 trotz positiver Geburtenbilanz auf 819 Personen ab.

## Kultur und Sehenswürdigkeiten

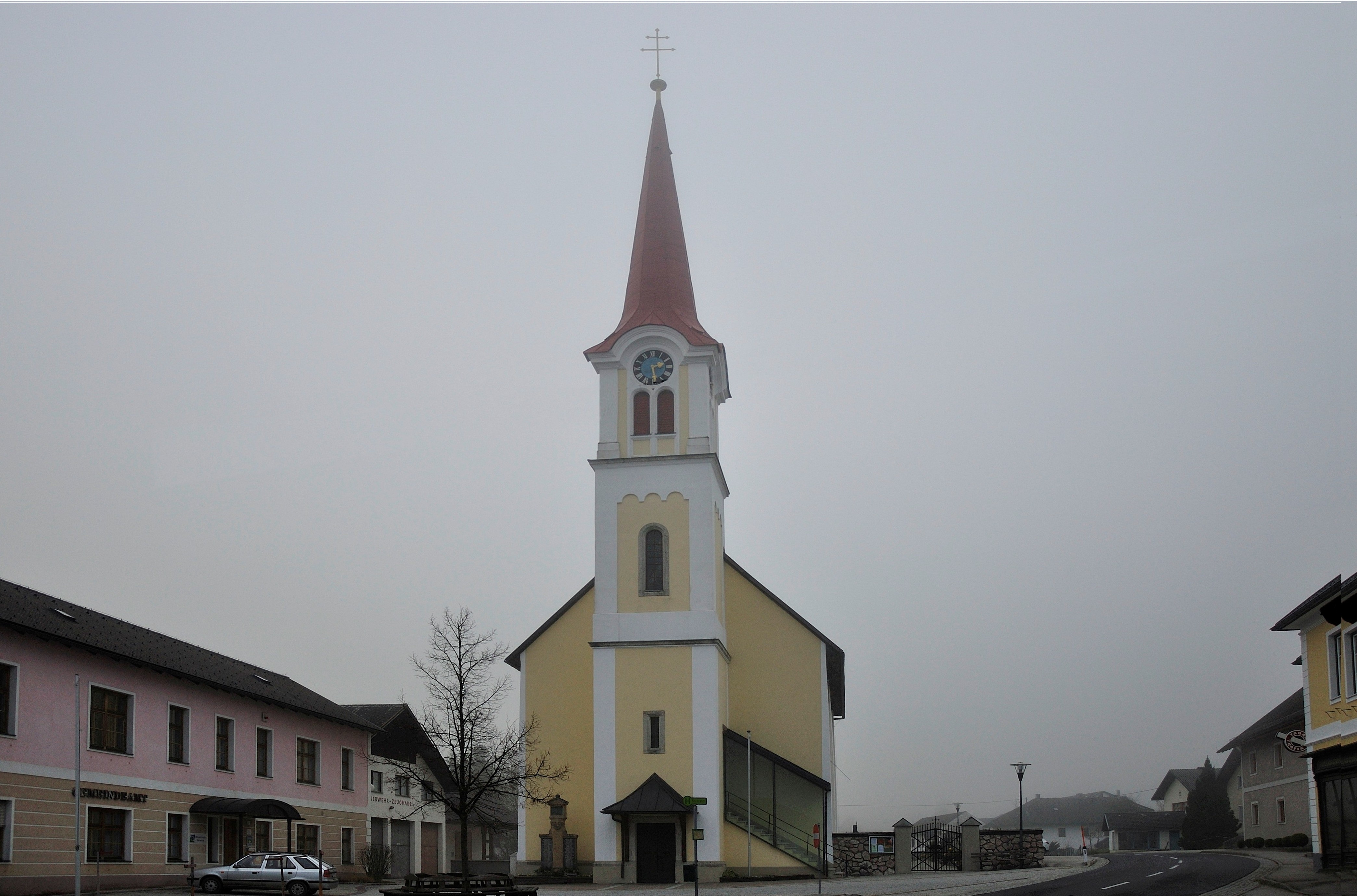
Pfarrkirche Steinbach am Ziehberg

- Katholische Pfarrkirche Steinbach am Ziehberg hl. Florian

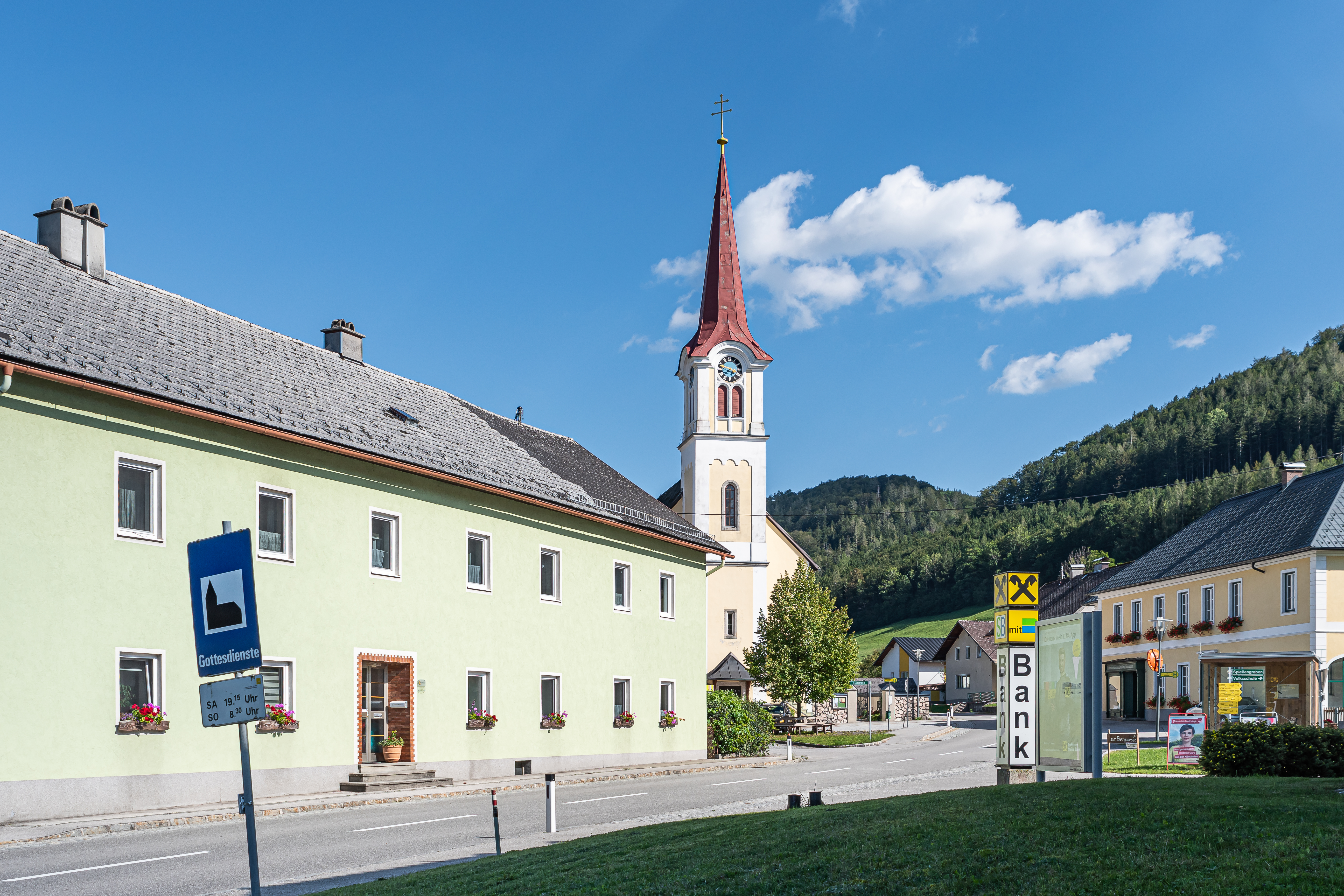
An der Landesstraße 533
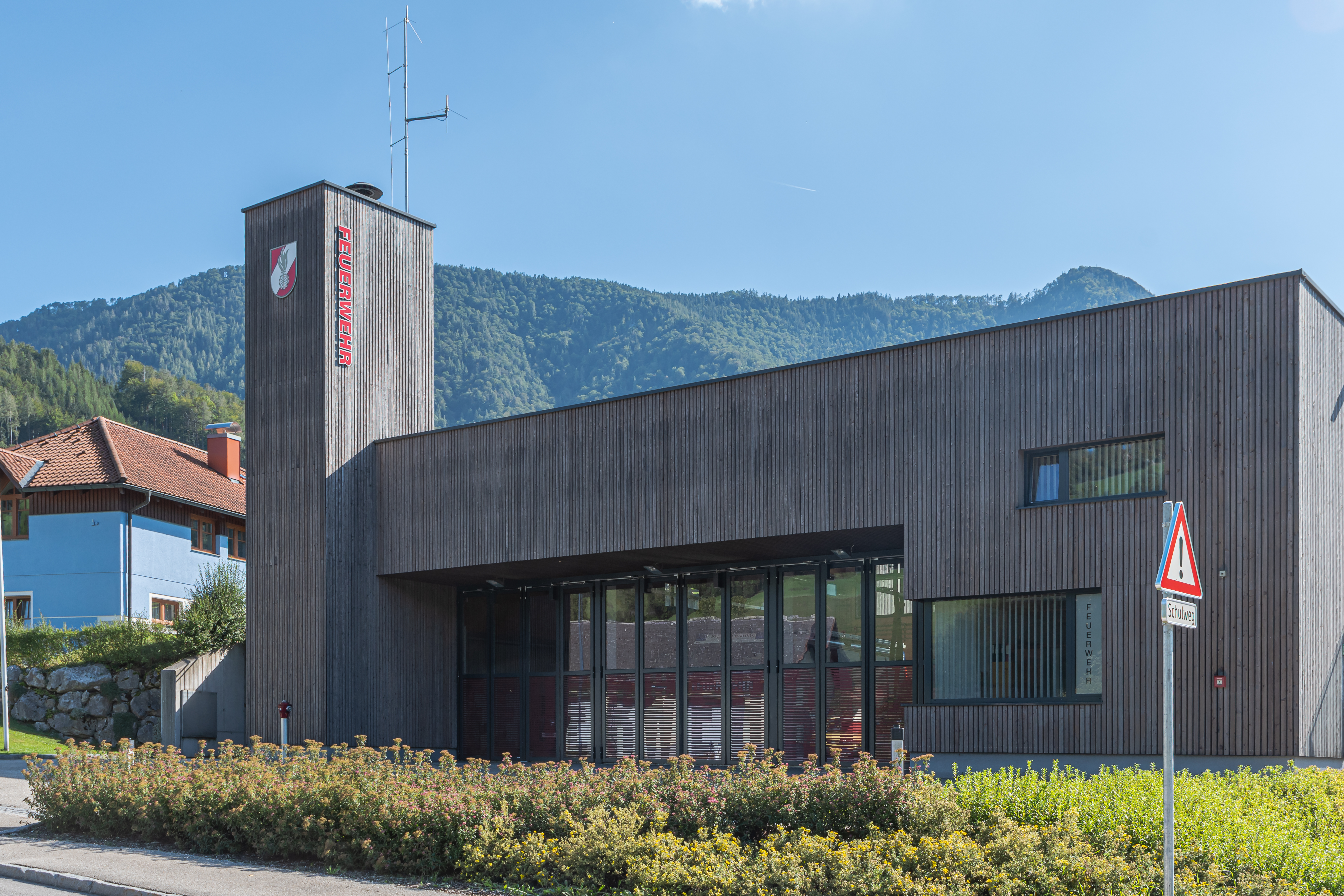
Feuerwehrhaus
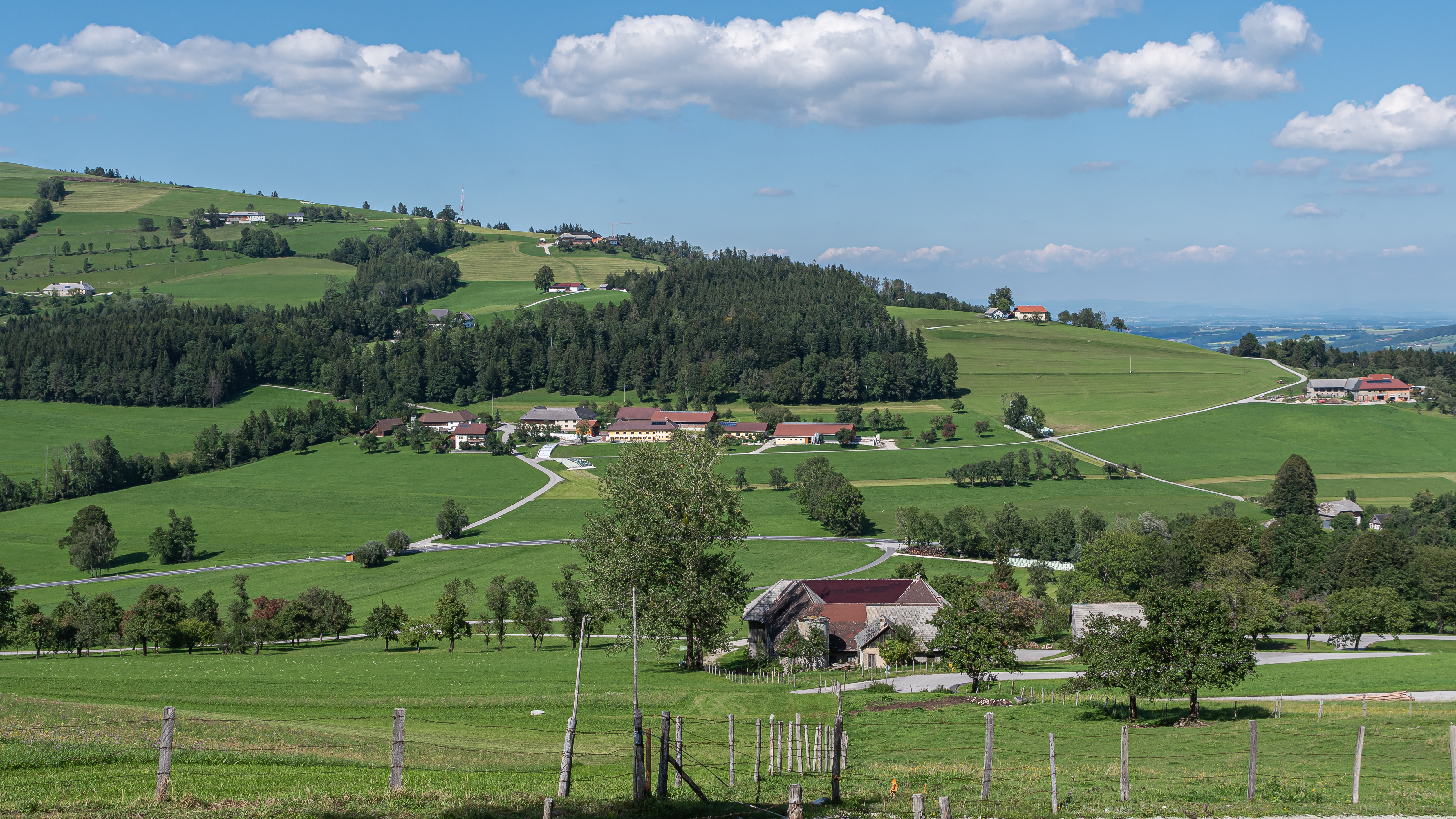
Ziehberghöhe
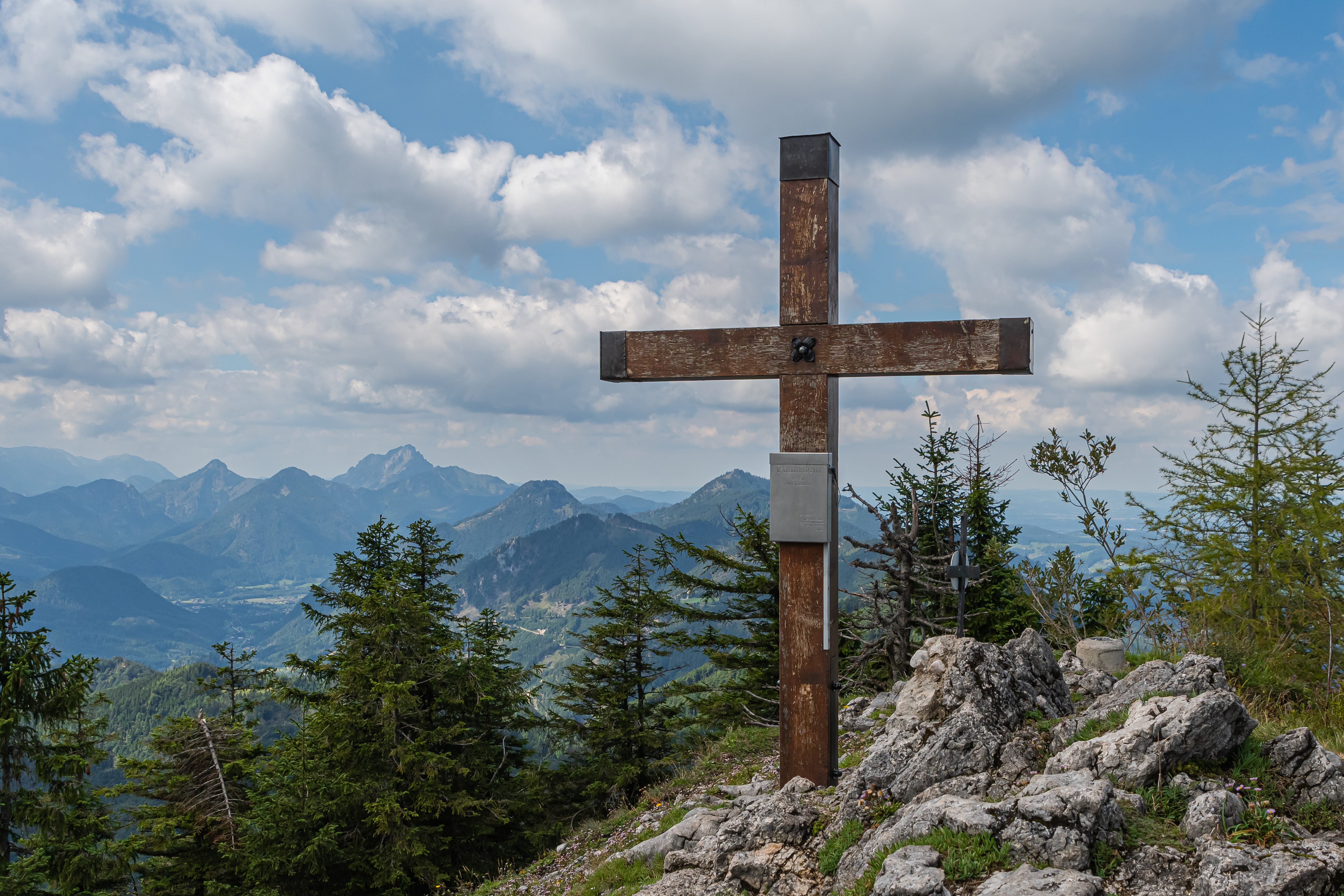
Pfannsteingipfel

| Wirtschaft und Infrastruktur Wirtschaft Steinbach ist eine landwirtschaftlich geprägte Gemeinde. Fast die Hälfte der Arbeitsplätze in der Gemeinde kommen aus der Landwirtschaft , zehn Prozent aus der Produktion und rund vierzig Prozent aus dem Dienstleistungssektor. [ 3 ] In der Gemeinde leben rund 400 Erwerbstätige. Davon finden weniger als 120 lokal einen Arbeitsplatz, über siebzig Prozent pendeln aus. Aus der Umgebung kommen 20 Personen, um in Steinbach zu arbeiten. [ 4 ] | Hier fehlt eine Grafik, die leider im Moment aus technischen Gründen nicht angezeigt werden kann. Wir arbeiten daran! | Hier fehlt eine Grafik, die leider im Moment aus technischen Gründen nicht angezeigt werden kann. Wir arbeiten daran! |

### Verkehr
Die nächsten Bahnhöfe befinden sich rund zehn Kilometer östlich in Kirchdorf an der Krems und zehn Kilometer westlich in Scharnstein. Östlich des Gemeindegebietes verläuft die Pyhrn Autobahn A 9. Die Hauptstraße verbindet Kirchdorf an der Krems mit Pettenbach.

## Politik

### Gemeinderat
Der Gemeinderat hat 13 Mitglieder.

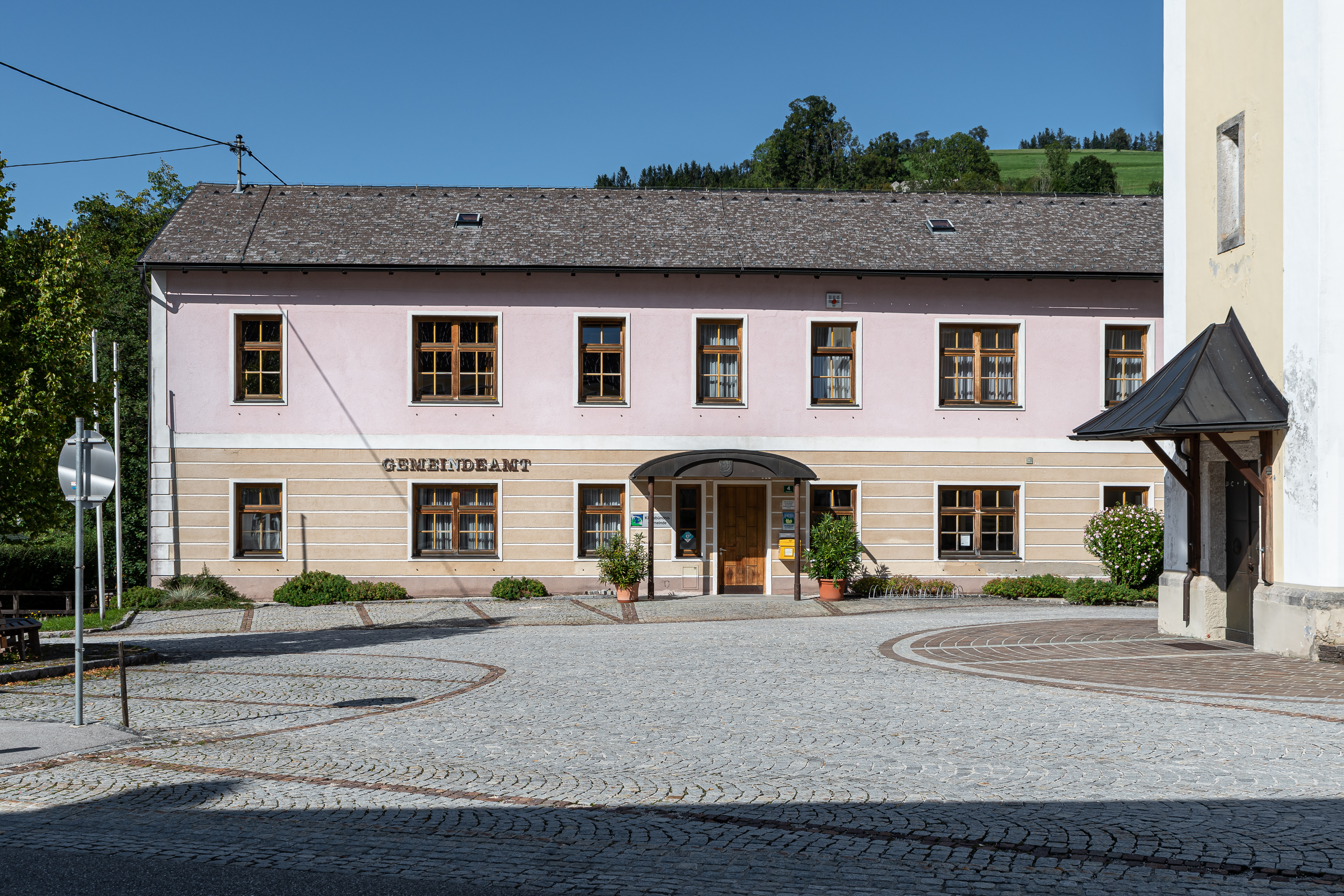
Gemeindeamt

- Mit den Gemeinderats- und Bürgermeisterwahlen in Oberösterreich 2003 hatte der Gemeinderat folgende Verteilung: 7 ÖVP, 4 SPÖ und 2 FPÖ.[6]
- Mit den Gemeinderats- und Bürgermeisterwahlen in Oberösterreich 2009 hatte der Gemeinderat folgende Verteilung: 4 ÖVP, 4 SPÖ, 3 Zukunft Steinbach (ZS) und 2 FPÖ.[7]
- Mit den Gemeinderats- und Bürgermeisterwahlen in Oberösterreich 2015 hatte der Gemeinderat folgende Verteilung: 5 ÖVP, 3 SPÖ, 3 Zukunft Steinbach (ZS) und 2 FPÖ.[8]
- Mit den Gemeinderats- und Bürgermeisterwahlen in Oberösterreich 2021 hat der Gemeinderat folgende Verteilung: 6 ÖVP, 4 SPÖ, 2 Zukunft Steinbach (ZS) und 1 FPÖ.[9][10]

### Bürgermeister
Bürgermeister seit 1850 waren:
- 1850–1855 Carl Wimmer
- 1855–1861 Joseph Geißberger
- 1861–1866 Johann Rumplmayer
- 1866–1867 Karl Kirchgrabner
- 1867–1870 Josef Schabenreiter
- 1870–1873 Adam Staudinger
- 1873–1879 Franz Riedler
- 1879–1883 Georg Gaissberger
- 1883–1888 Johann Lattner
- 1888–1903 Josef Schabenreither
- 1903–1906 Michael Riedler
- 1906–1910 Florian Lattner
- 1910–1912 Michael Riedler
- 1912–1913 Josef Schabenreither
- 1913–1919 Josef Helmberger
- 1919–1942 Josef Schabenreithner
- 1942–1945 Michael Ridler
- 1945–1946 Josef Schabenreitner
- 1946–1949 Georg Lehner
- 1949–1973 Friedrich Döttlinger
- 1973–1979 Karl Mayrhofer
- 1979–1996 Franz Pranzl
- 1996–2009 Franz Resch (ÖVP)
- seit 2009 Bettina Lancaster (SPÖ)[12][13]

### Wappen
Blasonierung:
„Von Rot und Grün durch einen silbernen Wellenbalken erniedrigt geteilt; oben in einem goldenen, anstoßenden Kelch ein blauer, langstieliger Enzian mit grünem Kelch und grünen Blättern.“
Die Gemeindefarben sind Weiß-Grün.